# Керолайн Еверс-Свінделл
Керолайн Еверс-Свінделл  (англ. Caroline Evers-Swindell; нар. 10 жовтня 1978) — новозеландська веслувальниця, олімпійська чемпіонка.

## Виступи на Олімпіадах
| Олімпіада  | Дисципліна   | Місце |
| ---------- | ------------ | ----- |
| Афіни 2004 | двійка парна | 1     |
| Пекін 2008 | двійка парна | 1     |